# کریشتوف ماتیاشفسکی
کریشتوف ماتیاشفسکی (به انگلیسی: Krzysztof Matyjaszewski) (به لهستانی: kʂɨʂtɔf matɨjaˈʂɛfskʲiˈ) (متولد ۸ آوریل ۱۹۵۰) یک شیمی‌دان دارای لهستانی تبار اهل آمریکا است. او استاد در دانشگاه کارنگی ملون است. ماتیاشفسکی به‌خاطر کشف پلیمریزاسیون رادیکالی انتقال اتم (ATRP) شناخته می‌شود، روشی جدید برای سنتز پلیمرها که موجب یک انقلاب در زمینه ساخت درشت‌مولکول‌ها شد. او همچنین از برندگان جایزه ولف در شیمی در سال ۲۰۱۱ است.